# Соколова, Любовь Сергеевна
Любо́вь Серге́евна Соколо́ва (31 июля 1921, Иваново-Вознесенск, Иваново-Вознесенская губерния, РСФСР — 6 июня 2001, Москва, Россия) — советская и российская актриса театра и кино; народная артистка СССР (1990).
Сыграла более трёхсот пятидесяти ролей в фильмах. Часто исполняла роли матерей, за что неофициально именовалась «всесоюзной киномамой».

## Биография

Могила Любови Соколовой

Родилась 31 июля 1921 года в городе Иваново-Вознесенск, Иваново-Вознесенской губернии РСФСР (ныне Иваново Ивановской области России) в крестьянской семье. Отец — Сергей Максимович, трудился столяром-краснодеревщиком; мать — Прасковья Фёдоровна, работала продавцом в магазине, затем получила должность директора универмага; двое братьев умерли в раннем возрасте.
Училась в Ивановской средней школе № 56, выступала в школьной самодеятельности. В десятом классе в спектакле драмкружка «Женитьба» исполнила роль Агафьи Тихоновны, позже читала монолог Онегина. В 1939 году окончила школу и по совету учителя литературы поехала в Ленинград. В 1939—1940 годах была студенткой Ленинградского педагогического института имени А. И. Герцена.
Зимой 1940 года узнала о том, что при киностудии «Ленфильм» открылась киноактёрская мастерская под руководством Сергея Герасимова, и в числе 22 студентов была принята в школу. Тогда же впервые снялась в кино в массовке фильма «Маскарад» (1941).
Во время Великой Отечественной войны работала на заводе слесарем по обработке деталей к двигателям самолётов, ухаживала за больными и ранеными на эвакуационном пункте. Оказалась в блокадном Ленинграде, где погибли близкие из её семьи, включая свекровь и первого мужа Георгия Араповского. В 1942 году удалось покинуть город по Дороге жизни. Вернувшись в Иваново, долгое время лечилась от последствий блокадной жизни, затем уехала в Москву для учёбы во ВГИКе.
Летом 1942 года поступила во ВГИК и сразу была зачислена на второй курс в мастерскую Бориса Бибикова и Ольги Пыжовой. Подрабатывала носильщиком на вокзале. В 1946 году по окончании института была принята в Театр-студию киноактёра, где не только играла, но и некоторое время жила, спала в гримёрке.
В 1948 году исполнила роль простой деревенской женщины Варвары в фильме «Повесть о настоящем человеке». Дебют молодой актрисы в кино не прошёл незамеченным, однако начался период малокартинья, и ролей ей не давали. В 1951 году поехала в Потсдам для работы в Драматическом театре Группы советских войск в Германии. В 1956 году вернулась в Москву и вновь стала работать в Театре-студии киноактёра.
У актрисы появились многочисленные поклонники, последовали новые предложения: «Тихий Дон» (1958), «Серёжа» (1960), «Я шагаю по Москве» (1963), «Тридцать три» (1965), «Преступление и наказание» (1969), «Ирония судьбы, или С лёгким паром!» (1975). После того как у неё родился сын Николай, старалась сниматься только в небольших эпизодических ролях, чтобы иметь возможность ухаживать за сыном и вести домашнее хозяйство. На роли её брали без кинопроб, свои театральные роли Соколова не любила.
Была мастером эпизодических ролей. Всего за долгие годы активной творческой деятельности сыграла более трёхсот пятидесяти ролей в фильмах. Как самая снимающаяся актриса, была внесена в Книгу рекордов Гиннесса.

### Последние годы
Осенью 1994 года машина, на которой её и Майю Булгакову везли на концерт, врезалась в столб. Актрисы оказались в реанимации. Соколова была выписана через несколько недель, а Булгакова скончалась спустя несколько дней, не приходя в сознание.
Жила в Москве на улице Черняховского, д. 5, и на Чистопрудном бульваре, дом 23.
Скончалась 6 июня 2001 года на 80-м году жизни в Москве от сердечного приступа. Похоронена на Кунцевском кладбище (10 участок) рядом с сыном.

## Семья
Первый муж (1941—1942) — Георгий Араповский, актёр; умер во время блокады Ленинграда.
С 1957 по 1984 гг. жила с Георгием Данелия (1930—2019), режиссёром; народным артистом СССР (1989). Вместе прожили двадцать шесть лет. Покинул семью незадолго до смерти сына.
Сын — Николай Данелия (1959—1985), режиссёр, поэт. Погиб в возрасте 26 лет. Внучка — Маргарита Данелия, юрист, предприниматель, вместе с мужем владеет бизнесом по производству тортов «Венский цех».

## Творчество

### Работы в театре
Театр-студия киноактёра (1946—1951, 1951—2001)
- «За тех, кто в море!» Б. А. Лавренёва (1947), реж. Н. С. Плотников — Женя Шабунина

Драматический театр Группы советских войск в Германии (Потсдам) (1951—1956)
- «Доходное место» А. Н. Островского — Поленька
- «Последние» М. Горького — Любовь
- «Егор Булычов и другие» М. Горького — Шура
- «Парень из нашего города» К. М. Симонова — Варя
- «Светит, да не греет» А. Н. Островского
- «Софья Ковалевская» братьев Тур
- «Лётчики» Л. Д. Аграновича и С. Д. Листова

### Фильмография
- 1941 — Маскарад — участница бала (в титрах не указана)
- 1941 — Фронтовые подруги — дружинница
- 1947 — Поезд идёт на восток — пассажирка в вагоне-ресторане
- 1948 — Повесть о настоящем человеке — Варвара, колхозница
- 1949 — У них есть Родина — советская пленная
- 1950 — Далеко от Москвы — Ольга Фёдоровна
- 1956 — Это начиналось так… — Роза
- 1956 — Две жизни (короткометражный) — Груня
- 1957 — Коля дома один (короткометражный) — мать
- 1957 — Летят журавли — солдатка
- 1957 — Семья Ульяновых — Анна Ульянова
- 1958 — Ночной гость — Екатерина
- 1958 — Тихий Дон — жена Штокмана (не указана в титрах)
- 1958 — Тревожная ночь — Мария
- 1959 — Фома Гордеев — Наталья
- 1959 — Баллада о солдате — женщина на рынке
- 1959 — Хождение по мукам (фильм № 3, «Хмурое утро») — Анисья
- 1960 — Своя голова на плечах — эпизод
- 1960 — Серёжа — Полина Чумаченко, мать Васьки
- 1961 — В трудный час — колхозница
- 1961 — Академик из Аскании — Наталья Константиновна Иванова, жена академика Иванова
- 1962 — Путь к причалу — Мария
- 1962 — Вступление — мать Вали и Люси
- 1962 — Перекрёсток — эпизод
- 1963 — Русский лес — Агафья
- 1963 — Синяя тетрадь — Надежда Емельянова
- 1963 — Человек, который сомневается — женщина на суде
- 1963 — Я шагаю по Москве — мать Коли
- 1963 — Живые и мёртвые — фельдшер
- 1964 — Валера — Ефросинья Васильевна, мать Валеры
- 1964 — Три сестры — Ольга
- 1964 — Мать и мачеха — Прасковья Павловна Лихачёва, приёмная мать
- 1965 — Рабочий посёлок — Капустина
- 1965 — Тридцать три — Люба, жена Травкина
- 1966 — Берегись автомобиля — судья
- 1966 — Маленький беглец — лейтенант милиции
- 1966 — Я солдат, мама — мать сержанта
- 1966 — История Аси Клячиной, которая любила, да не вышла замуж — Мария, мать Мишаньки
- 1967 — Прямая линия — Худякова, сотрудница НИИ
- 1967 — Татьянин день — мать Тани
- 1967 — Четыре страницы одной молодой жизни — мать Саши Агафонова
- 1968 — Доживём до понедельника — Левикова, мама ученика Вовы
- 1968 — И снова май! — мать
- 1968 — Капа (короткометражный) — Капа
- 1969 — Гори, гори, моя звезда — жена Феди
- 1969 — День и вся жизнь — женщина на повозке
- 1969 — Преступление и наказание — Елизавета
- 1969 — Только три ночи — мать Кати
- 1969 — Странные люди (киноальманах; новелла «Роковой выстрел») — Алёна, жена Броньки Пупкова
- 1970 — Счастье Анны — немая жена Прохора
- 1970 — Денёк без тормозов (короткометражный)
- 1970 — В лазоревой степи (киноальманах; новелла «Червоточина») — мать
- 1970 — Белорусский вокзал — Люба Приходько, жена Ивана
- 1970 — День да ночь — Анна Васильевна
- 1970 — Море в огне — работница оружейного завода
- 1970 — Расплата — Евгения Васильевна Платова
- 1970 — Сохранившие огонь — Мария, жена Клявина
- 1971 — Телеграмма — Аграфена Владимировна
- 1971 — Дорога на Рюбецаль — Софья Михайловна
- 1971 — Месяц август — Антонина
- 1971 — Второе дыхание — Ольга Владимировна
- 1971 — Джентльмены удачи — заведующая детсадом
- 1971 — Конец Любавиных — мать Любавина
- 1972 — Командир счастливой «Щуки» — тётя Дуся
- 1972 — Меченый атом — Клавдия Ивановна Шкаликова
- 1972 — Опасное путешествие (короткометражный) — эпизод
- 1972 — Печки-лавочки — проводница
- 1972 — Приваловские миллионы — Мария Степановна
- 1972 — Сапожки (короткометражный) — Клавдия
- 1973 — Двое в пути — почтальон
- 1973 — Друзья мои… (киноальманах; новелла «Старый учитель») — Мася, жена сельского учителя, (новелла «Тихоход») — дежурная по железнодорожному переезду
- 1973 — И на Тихом океане… — Прасковья
- 1973 — Дверь без замка — Степанида
- 1973 — Последний подвиг Камо — член приёмной комиссии
- 1974 — Любовь земная — член райкома
- 1974 — Москва, любовь моя — костюмерша
- 1974 — Небо со мной — вдова
- 1974 — Повесть о человеческом сердце — Любовь, секретарь Бурцева
- 1974 — Помни имя своё — почтальон
- 1974 — Сержант милиции — мать Николая Захарова
- 1974 — Фитиль (киножурнал; сюжет № 149, «С Новым годом») — покупательница ёлки
- 1975 — Алмазы для Марии — Дарья Степановна, мать Марии
- 1975 — Единственная… — Анна Прокофьевна
- 1975 — Соколово — учительница из Бузулук
- 1975 — Ирония судьбы, или С лёгким паром! — мама Надежды Васильевны Шевелёвой, жительницы Ленинграда
- 1975 — Когда наступает сентябрь — вахтёр на фабрике
- 1975 — Мои дорогие — Антонида Петровна
- 1975 — От зари до зари — Пелагея Ивановна
- 1975 — Роса — бабушка Екатерина Ивановна
- 1976 — Два капитана — тётя Даша
- 1976 — Додумался, поздравляю! — классный руководитель
- 1976 — Преступление — судья
- 1976 — Приключения Нуки — бабушка Ирочки
- 1976 — Тимур и его команда — соседка
- 1976 — Мастер — тётя Дуся
- 1977 — А у нас была тишина… — Анна Харитоновна
- 1977 — Белый Бим Чёрное ухо — стрелочница
- 1977 — Девочка, хочешь сниматься в кино? — мать Веры, бывшая партизанка-санитарка на войне
- 1977 — Исчезновение — Самаркина, мама Родиона
- 1978 — Люди на земле — Галина Корбут
- 1978 — Дети как дети — Елизавета Петровна, бабушка Оли
- 1978 — Молодая жена — Егоровна
- 1978 — Пока безумствует мечта — мать Отвёрткина
- 1978 — Последний шанс — Варвара Яковлевна Тимохова
- 1978 — Срочный вызов — Ольга Григорьевна Колобашкина
- 1978 — Близкая даль — Евдокия Сафроновна, свекровь Анны
- 1979 — Моя Анфиса — Любовь Сергеевна Киселёва
- 1979 — Несколько дней из жизни И. И. Обломова — провожающая Штольца в Москву
- 1979 — Опасные друзья — мать Юрия
- 1979 — Сцены из семейной жизни — тётя Тоня, заведующая ателье
- 1979 — Удивительные приключения Дениса Кораблёва — билетёрша в цирке
- 1979 — Цыган — Макарьевна
- 1980 — Вам и не снилось… — почтальон
- 1980 — Дом у кольцевой дороги — Елена Константиновна, мать Коли Никифорова
- 1980 — Мелодия на два голоса — мать Кирилла
- 1980 — Не стреляйте в белых лебедей — работница зоопарка
- 1980 — Что там, за поворотом? — Анна Захаровна Багрова
- 1980 — Ночное происшествие — повар
- 1980 — Полёт с космонавтом — доярка
- 1980 — Последний побег — Мария Петровна, жена Кустова
- 1980 — Тайное голосование — Степанида, колхозница
- 1980 — 1981 — Долгая дорога в дюнах — Анисья
- 1981 — Сашка — врач
- 1981 — Хочу, чтоб он пришёл — Марья Дмитриевна
- 1981 — Шофёр на один рейс — Варвара Семёновна
- 1982 — Возвращение резидента — Наталья Сергеевна
- 1982 — Детский мир — Антонина Васильевна
- 1982 — Надежда и опора — Ульяна Порфирьевна
- 1982 — Оставить след — Полина Петровна
- 1982 — Путешествие будет приятным — Елизавета Георгиевна
- 1983 — Моментальный снимок (короткометражный)
- 1983 — Витя Глушаков — друг апачей — тётка в очереди
- 1983 — Карантин — вахтёр тётя Катя
- 1983 — Признать виновным — Марья Васильевна, бабушка Виктора Владимирова
- 1983 — Хозяйка детского дома — Мария Тимофеевна
- 1983 — Я тебя никогда не забуду — Агриппина Ивановна, мать Фёдора
- 1983 — Возвращение с орбиты — Софья Петровна / тёща Павла Кузнецова
- 1983 — И жизнь, и слёзы, и любовь — Полина Ивановна
- 1984 — Нам не дано предугадать — Зина
- 1984 — Похищение — бабушка
- 1984 — Репортаж с линии огня — мать Меркулова
- 1984 — Сильная личность из 2 «А» — Любовь Сергеевна, бабушка Димы Кругликова
- 1984 — Тихие воды глубоки — Дарья
- 1984 — Фитиль (киножурнал; сюжет № 264, «Точная примета») — прохожая
- 1985 — Внимание! Всем постам… — тётя Маша, мама Воронова
- 1985 — Город невест — Клавдия Петровна
- 1985 — Не ходите, девки, замуж — Прасковья Ильинична
- 1985 — Самая обаятельная и привлекательная — мать Нади Клюевой
- 1985 — Осенние утренники — Прасковья Лихолетова
- 1985 — Говорит Москва — Орлова
- 1986 — Верую в любовь — Анна Михайловна
- 1986 — Мужские тревоги — Марья Фёдоровна
- 1986 — Земля моего детства — баба Феня
- 1986 — Очная ставка — Полина Григорьевна
- 1986 — Певучая Россия — мать Пятницкого
- 1987 — Жизнь Клима Самгина — Анфимьевна
- 1987 — Возвращение — Петровна
- 1987 — Наездники (киноальманах; фильм «Наездники») — почтальон
- 1987 — Спасите наши души! — бабка Дарья
- 1987 — Ссуда на брак — Степанида
- 1988 — Запретная зона — Александра
- 1989 — Авария — дочь мента — Юлия Николаевна, учительница истории
- 1989 — Во бору брусника — Ксения, жена Егорова
- 1989 — Женщины, которым повезло — мать Дуси Королёвой
- 1990 — Автостоп — медсестра
- 1990 — Бабник — Марья Григорьевна
- 1990 — Место убийцы вакантно… — Мария Ильинична, мать Кирпичникова
- 1990 — Мальчики — торговка на рынке
- 1990 — Наутилус — эпизод
- 1991 — Затерянный в Сибири — тётя Клава
- 1991 — Кровь за кровь — Гриднёва
- 1991 — Миф о Леониде — эпизод
- 1991 — Пока гром не грянет — Олимпиада Васильевна
- 1992 — Ваш выход, девочки — мать
- 1992 — Риск без контракта — мать Марины
- 1992 — Фиктивный брак
- 1992 — Хэлп ми — бабушка
- 1993 — Бравые парни — жена Грибоедова
- 1993 — Бездна, круг седьмой — мать Коли
- 1993 — Завещание Сталина — Полина
- 1993 — Несравненная — Марья Тихоновна, мать Вяльцевой
- 1993 — Я сама — Валентина Никифоровна, медсестра
- 1994 — Курочка Ряба — Мария
- 1995 — Бульварный роман — Мария Егоровна, квартирная хозяйка
- 1995 — Маша и звери — бабушка
- 1997 — На заре туманной юности — Мироновна
- 1998 — Не послать ли нам… гонца? — бабка с глушителем
- 1998 — Стрингер — бабушка
- 1998 — Сочинение ко Дню Победы — Аня, ветеран
- 2001 — Семейные тайны — консьержка
- 2001 — Игры в подкидного
- 2001 — На полпути в Париж — Груня
- 2001 — Домик окнами в сад[8]
- 2001 — Муки любви[8]
- 2001 — Сыщик с плохим характером[8] (озвучивание — Любовь Омельченко)
- 2001 — Вальс на прощание — старушка (премьера фильма состоялась после смерти актрисы)

### Озвучивание
- 1973 — Дом для Серафима — Елена Васильевна (роль Е. Тодорашко)
- 1984 — Охотник до сказок — старуха
- 1985 — Пропал Петя-петушок — курочка
- 1986 — Воспоминание — учительница[источник не указан 793 дня]

### Участие в фильмах
- 1997 — Майя Булгакова (из цикла телепрограмм канала «ОРТ» «Чтобы помнили») (документальный)

## Награды и звания
Государственные награды:
- Заслуженная артистка РСФСР (1969)[22][уточнить]
- Народная артистка РСФСР (1977) — за заслуги в области советского киноискусства[23][15]
- Народная артистка СССР (1990)[4][8][24]
- Медаль «За отвагу»[6]
- Медаль «За трудовую доблесть»[4][6]
- Медаль «За оборону Ленинграда»[4]
- Медаль «За доблестный труд в Великой Отечественной войне 1941—1945 гг.»[4]
- Медаль «Тридцать лет Победы в Великой Отечественной войне 1941—1945 гг.»[источник не указан 383 дня]
- Медаль «Сорок лет Победы в Великой Отечественной войне 1941—1945 гг.»[источник не указан 383 дня]
- Медаль «50 лет Победы в Великой Отечественной войне 1941—1945 гг.» (1995)[источник не указан 383 дня]
- Медаль «В память 250-летия Ленинграда»[источник не указан 383 дня]
- Медаль «В память 850-летия Москвы» (1997)[источник не указан 383 дня]
- Медаль «Ветеран труда»[источник не указан 383 дня]

Другие награды, поощрения и общественное признание:
- Премия I ВКФ — за лучшую женскую роль в фильме «Хождение по мукам» (часть № 3, «Хмурое утро») (1958)[8]
- Лауреат Всесоюзного кинофестиваля в номинации «призы за лучшие актёрские работы» за 1983 год[8]
- Премия XVI ВКФ в Ленинграде (1983) — за лучшую женскую роль в фильме «Надежда и опора» (1982)[8][25][24]
- Нагрудный знак «Отличник кинематографии СССР» (1984)[источник не указан 383 дня]
- Приз КФ актёров кино «Созвездие», учреждённый Гильдией актёров кино России (1995) — за выдающийся вклад в профессию[8][24]
- Почётный кинематографист России (1995)[источник не указан 383 дня]
- Медаль «Маршал Советского Союза Жуков» (1997)[источник не указан 383 дня]
- Медаль «80 лет Вооружённых сил СССР» (1998)[источник не указан 383 дня]
- Приз Веры Холодной в номинации «любовь поколений» (2001)[24]

## Память
На дверях школы № 56 в Иванове в честь Любови Соколовой была установлена и открыта мемориальная доска.
Творчеству и памяти актрисы посвящены документальные фильмы и телепередачи
- 2006 — «Любовь Соколова. „Мой серебряный шар“» («Культура»)[9]
- 2006 — Любовь Соколова (из цикла передач телеканала «ДТВ» «Как уходили кумиры») (документальный)[источник не указан 383 дня]
- 2011 — «Любовь Соколова. „Своя тема“» («Культура»)[12]
- 2014 — «Любовь Соколова. „Без грима“» («ТВ Центр»)[13]
- 2017 — «Любовь Соколова. „Раскрывая тайны звёзд“» («Москва 24»)[26]
- 2020 — «Любовь Соколова. „Легенды кино“» («Звезда»)[27]
- 2020 — «Любовь Соколова и Георгий Данелия. „Звёзды советского экрана“» («Москва 24»)[28]